# Техасский университет A&M в Кингсвилле
Техасский университет A&M в Кингсвилле (англ. Texas A&M University–Kingsville) — американский исследовательский университет в Кингсвилле, штат Техас.
Старейшее государственное высшее учебное заведение в Южном Техасе. Аккредитовано Южной ассоциацией колледжей и школ в 1928 году. Самое южное из учебных заведений системы Техасского университета A&M.

## История
В 1917 году учебное учреждение было зарегистрировано как Нормальная школа Южного Техаса (South Texas Normal School), открытие которой было отложено из-за продолжавшейся Первой мировой войны. В 1925 году школа была переименована в Государственный педагогический колледж Южного Техаса (South Texas State Teachers College), а в 1929 году — Техасский колледж искусств и промышленности (Texas College of Arts and Industries, сокр. Texas A&I).
Очередная смена названия учебного заведения на Техасский университет A&I (Texas A&I University) произошла в 1967 году. В 1989 году университет вошёл в систему Техасского университета A&M и окончательно принял современное название Техасский университет A&M в Кингсвилле в 1993 году.

## Деятельность
6 357 студентов Техасского университета A&M в Кингсвилле получают ученые степени в пяти академических колледжах. Студенческий состав представлен учащимися из 40 штатов США и более 35 зарубежных стран. 69 % студентов принадлежат к латиноамериканской национальности, 15 % — белые и 4 % — афроамериканцы. Около 7 % студентов являются иностранными студентами. Техасский университет A&M в Кингсвилле, согласно журналу Hispanic Outlook in Higher Education Magazine, занимает 43-е место среди американских колледжей и университетов по степени бакалавра, присуждаемой латиноамериканцам. Университет вошел в число лучших колледжей и университетов США в списке Forbes за 2011 год.
Университет имеет 56 программ бакалавриата, 61 программу магистратуры и шесть докторских степеней. Более 75 % преподавателей имеют учёные степени (доктора философии или доктора наук) и представляют более чем 41 штат США и других стран.
Академические подразделения университета:
- College of Arts and Sciences
- College of Education and Human Performance
- College of Engineering
- College of Business Administration

В университете функционируют студенческие братства: Kappa Sigma, Lambda Chi Alpha, Sigma Lambda Beta, Sigma Chi, Omega Delta Phi, Omega Psi Phi, Delta Chi и сестринства: Alpha Kappa Alpha, Alpha Sigma Alpha, Delta Phi Epsilon, Theta Phi Alpha, Kappa Delta Chi.

### Президенты
Президентами Техасского университета A&M в Кингсвилле были:
| - 1924—1932 − Robert Bartow Cousins - 1932—1934 − Edward Wynn Seale - 1934—1941 − James Otis Loftin - 1941—1942 − John L. Nierman - 1942—1948 − Edward Newlon Jones - 1948—1962 − Ernest H. Poteet - 1962—1973 − James C. Jernigan - 1973—1977 − Gerald B. Robins - 1977—1980 − Duane M. Leach - 1980—1981 − Richard C. Meyer | - 1981—1984 − Billy J. Franklin - 1985 − Eliseo Torres - 1985—1989 − Steven Altman - 1989—1998 − Manuel Ibañez - 1998—2001 − Marc Cisneros - 2001—2002 − Kay Clayton - 2002—2008 − Rumaldo Z. Juárez - 2008 − Bob Strawser - 2008—2018 − Стивен Таллант - 2018—2021 − Mark Hussey |

В настоящее время должность президента вакантна, на неё объявлен конкурс.

### Выпускники
В числе выпускников Техасского университета A&M в Кингсвилле: певица техано Лаура Каналес, писатель криминальных романов Джеймс Крамли, пятый президент колледжа Ларедо Рамон Довалина, художница Кармен Гарса, скульптор Армандо Инохоса, генерал-лейтенант Рикардо Санчес и другие.